# Eisenbahnfreunde Zollernbahn

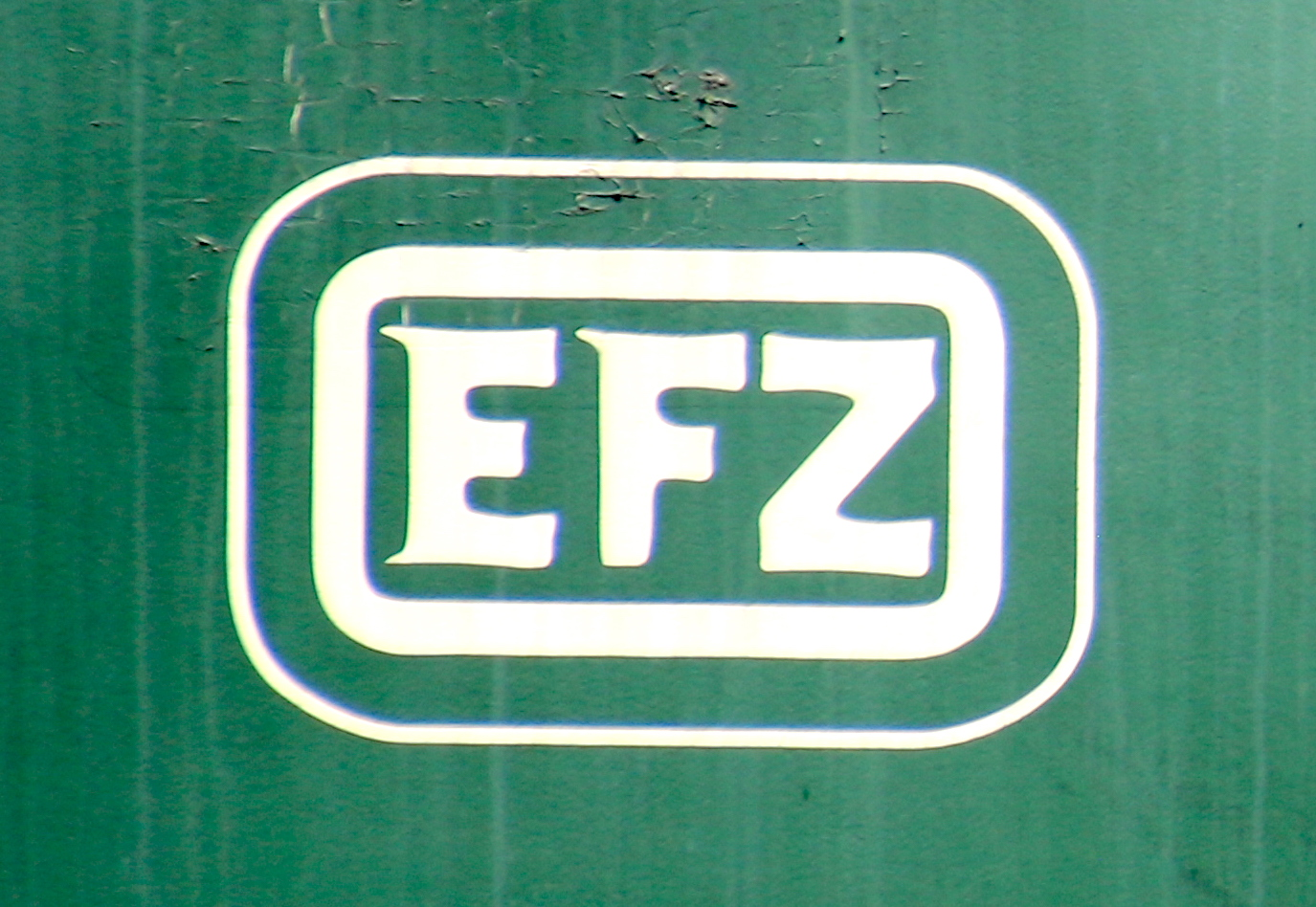
Emblem der Eisenbahnfreunde Zollernbahn EFZ

Eisenbahnfreunde Zollernbahn e. V. (EFZ) ist ein Verein zur Erhaltung historischer Eisenbahnfahrzeuge (vor allem Dampflokomotiven) in möglichst betriebsfähigem Zustand. Der Verein veranstaltet Tages- und Pendelfahrten, vorwiegend in Baden-Württemberg. Vereinsstandort ist Rottweil. Betriebsgesellschaft der EFZ ist die Eisenbahn-Betriebsgesellschaft Neckar-Schwarzwald-Alb-mbH (NeSA).

## Geschichte

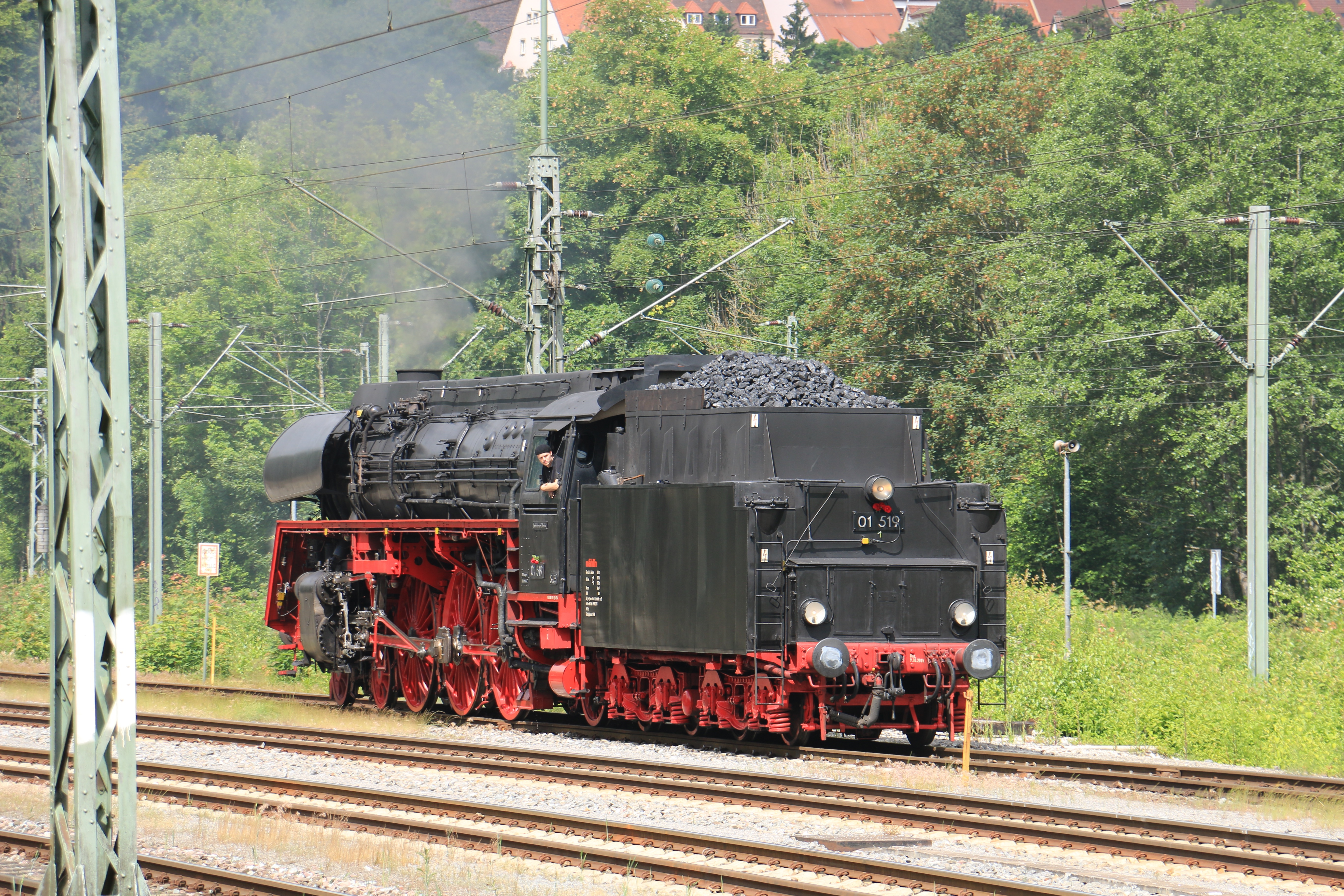
Dampflokomotive 01 519 der EFZ

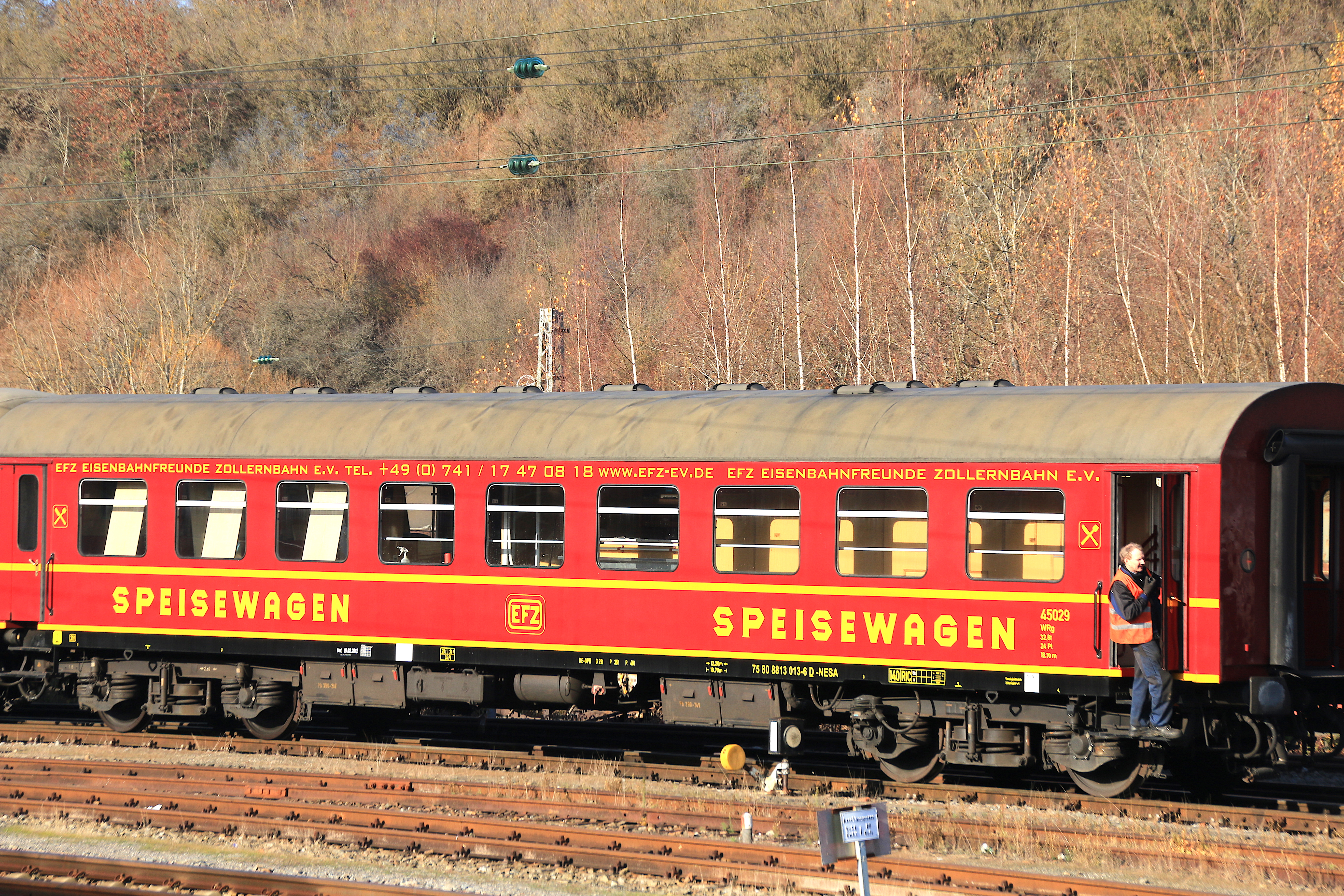
Speisewagen der EFZ, Rottweil (2017)

Der Verein EFZ wurde 1973 in Balingen von einigen Eisenbahnfreunden gegründet, die sich größtenteils bereits kannten und nun einen engeren Zusammenschluss anstrebten. Vorträge und Referate befassten sich mit Eisenbahngeschichte und -betrieb. Der Verein wurde nach der Zollernbahn benannt, an welcher der Gründungsort Balingen liegt.
Am 6. April 1973 organisierten die EFZ die erste Sonderfahrt mit einer von der Deutschen Bundesbahn gemieteten Lok der Preußischen P 8 (Baureihe 38) samt Wagen.
Am 31. Dezember 1974 gab es die Abschiedsfahrt der letzten preußischen Dampflokbaureihen der Bundesbahn, der Preußischen T 18 (Baureihe 78.0-5) und 38 (P8). Die Tagesschau berichtete über die Veranstaltung. 1975 kamen der erste eigene Wagen, ein zum Gesellschaftswagen umgebauter Eilzugwagen, und die erste Vereinslokomotive, die 64 289, zu den EFZ.
Ab 1977 fanden die Sonderfahrten wegen des „Dampflokverbots“ nicht mehr auf den Gleisen der Bundesbahn statt, sondern auf Privatbahnen (vor allem Hohenzollerische Landesbahn (HzL) und Württembergische Eisenbahn-Gesellschaft (WEG)). 1982 begannen die EFZ einen regelmäßigen Museumsbetrieb auf der Bahnstrecke Engstingen–Sigmaringen der HzL und 1984 auch auf der Bahnstrecke Eyach–Hechingen.
Seit 1993 dürfen die EFZ-Lokomotiven wieder auf Bundesbahn-Strecken fahren. Seitdem gibt es Fahrten im gesamten südwestdeutschen Raum und darüber hinaus. Tradition ist seit 1978 das sogenannte „Dreikönigsprogramm“ jährlich am 6. Januar. Auch erfolgten einige Auslands- und Fernfahrten mit Dampflokomotiven, so 1993 und 1995 nach Wien, 1995 nach Österreich, Italien und Slowenien bis Laibach (Ljubljana), 1996 nach Dresden und weiter nach Berlin, 2007 und 2012 nach Nordhausen sowie ebenfalls 2012 nach Lužná u Rakovníka in Tschechien. Im Jahr 1996 legten die Wagen des Vereins 197.000 km zurück, die Lok 01 519 zu Ende der 1990er Jahre teilweise über 20.000 km jährlich.
Der Standort der EFZ wurde Anfang 2007 vom Bahnbetriebswerk Tübingen nach Rottweil verlegt.

## Großveranstaltungen
Bekannt wurden die EFZ unter Eisenbahnfreunden auch durch mehrere Großveranstaltungen, die meist anlässlich von Vereinsjubiläen stattfanden und vom langjährigen Vorsitzenden Klaus Bogenschütz organisiert wurden. So gab es zu Ostern 1983 (10-jähriges Jubiläum) in Gammertingen eine große Lokparade mit 9 betriebsfähigen Dampflokomotiven, sowie Sonderfahrten auf dem Netz der Hohenzollerischen Landesbahn. Im Jahr 1993 gab es zum 20-jährigen Vereinsjubiläum ebenfalls ein großes Fest in Tübingen, mit Fahrzeugausstellung und Sonderfahrten, es wurden in diesem Jahr auch mehrere planmäßige RE-Züge der DB mit Dampflokomotiven bespannt. Im Jahr 1998 wurde wieder zu Ostern eine Großveranstaltung im Tübinger Güterbahnhof durchgeführt, diesmal gab es sogar eine Zugparade, bei der die Loks mit passenden Zuggarnituren präsentiert wurden. Das 30-jährige Jubiläum 2003 wurde in Horb gefeiert, wieder waren zahlreiche Gastloks anwesend, u. a. 18 201, Pendelfahrten gab es nach Tübingen, Freudenstadt und Stuttgart. Im Jahr 2013 gab es eine etwas kleinere Veranstaltung auf dem Netz der Hohenzollerischen Landesbahn, außerdem wurde u. a. eine Fahrt aus dem Jahr 1973 mit Loks der BR 64 und 78 nachgestellt. Das 50-jährige Vereinsjubiläum wurde standesgemäß im Bahnhof Storzingen an der Zollernbahn gefeiert, u. a. mit stilechten und regional typischen Zuggarnituren und Pendelfahrten auf Zollern- und Donautalbahn.

## Fahrzeuge

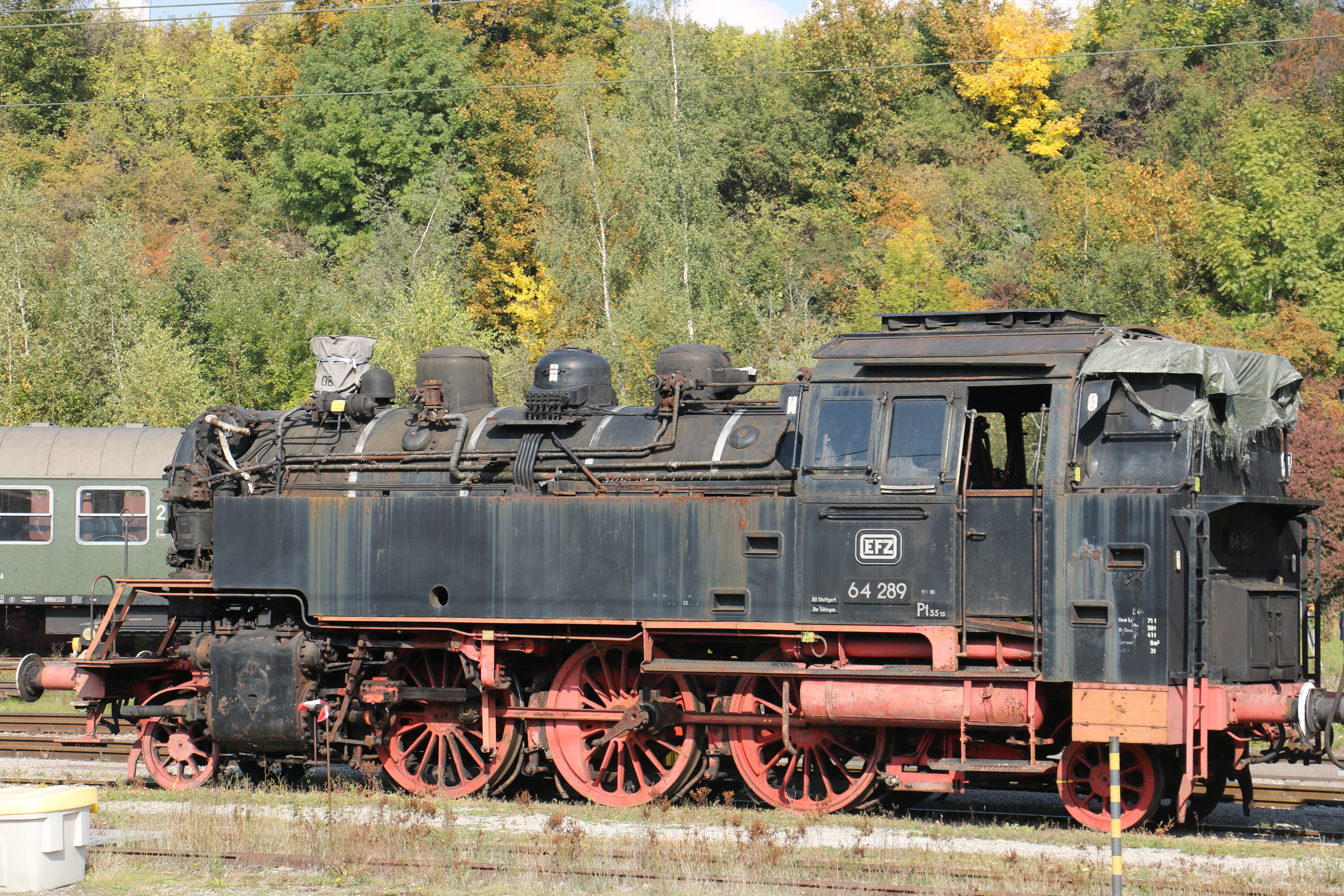
Dampflokomotive 64 289 der EFZ

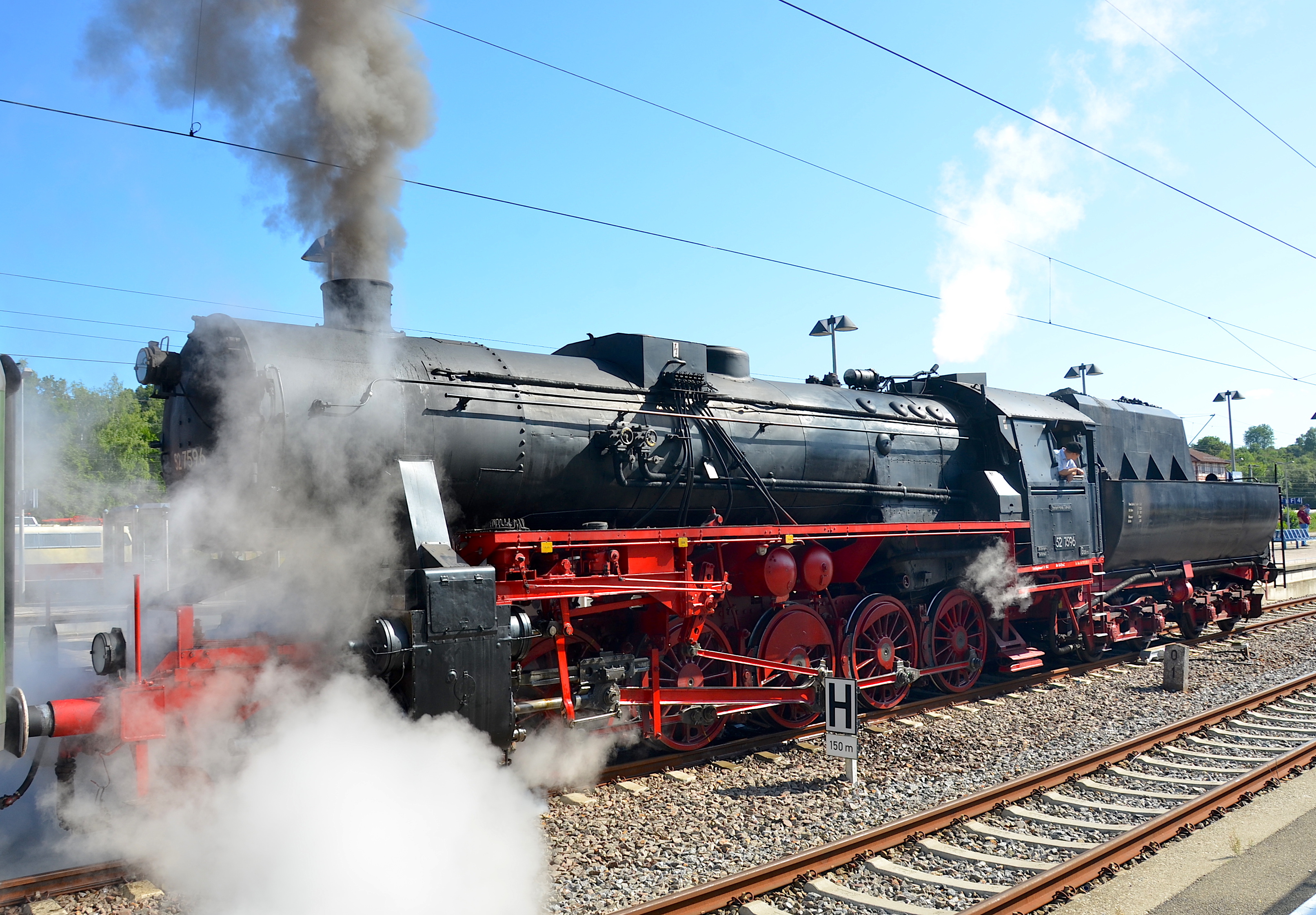
EFZ-Dampflokomotive 52 7596

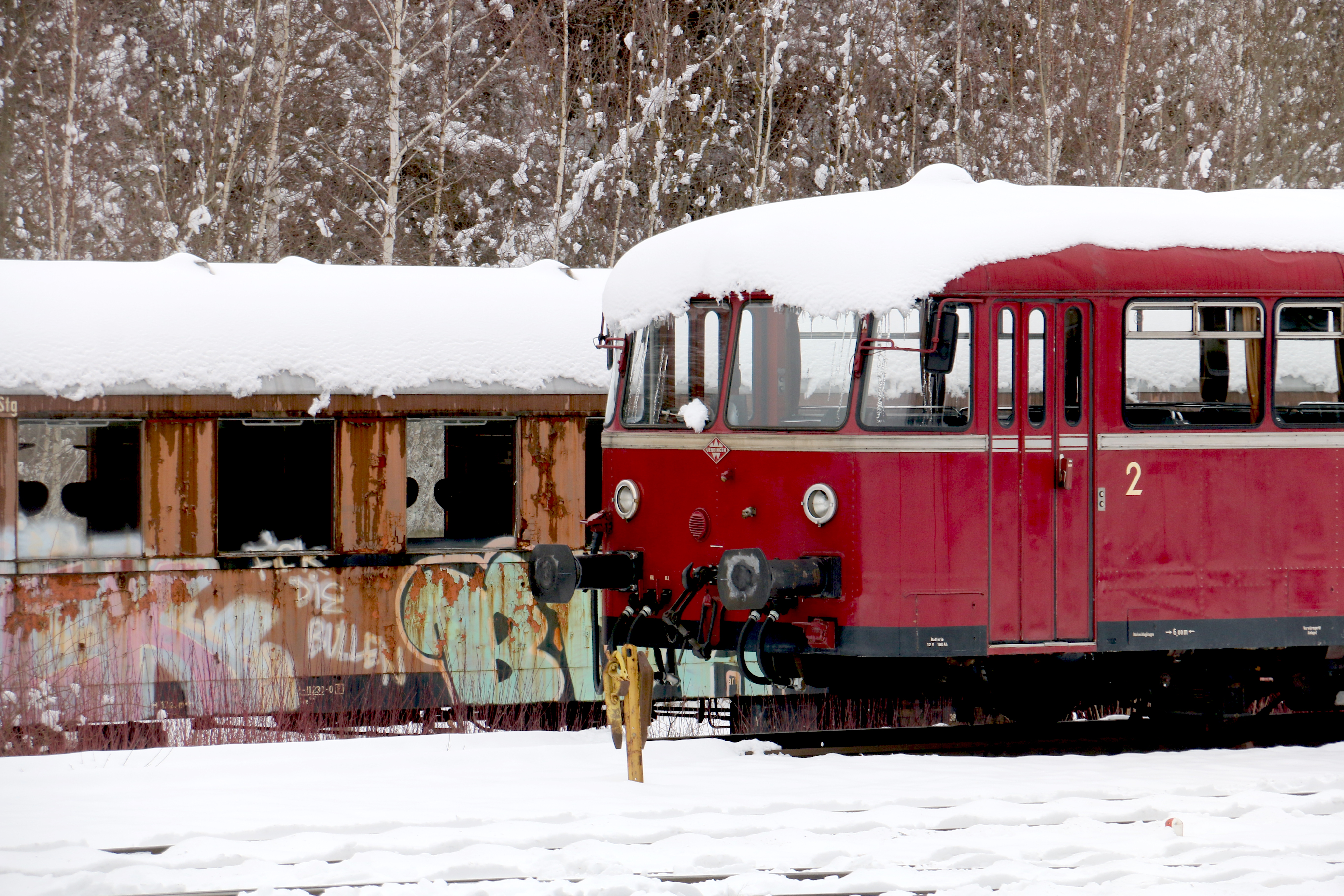
Uerdinger Schienenbus in Rottweil (2018)

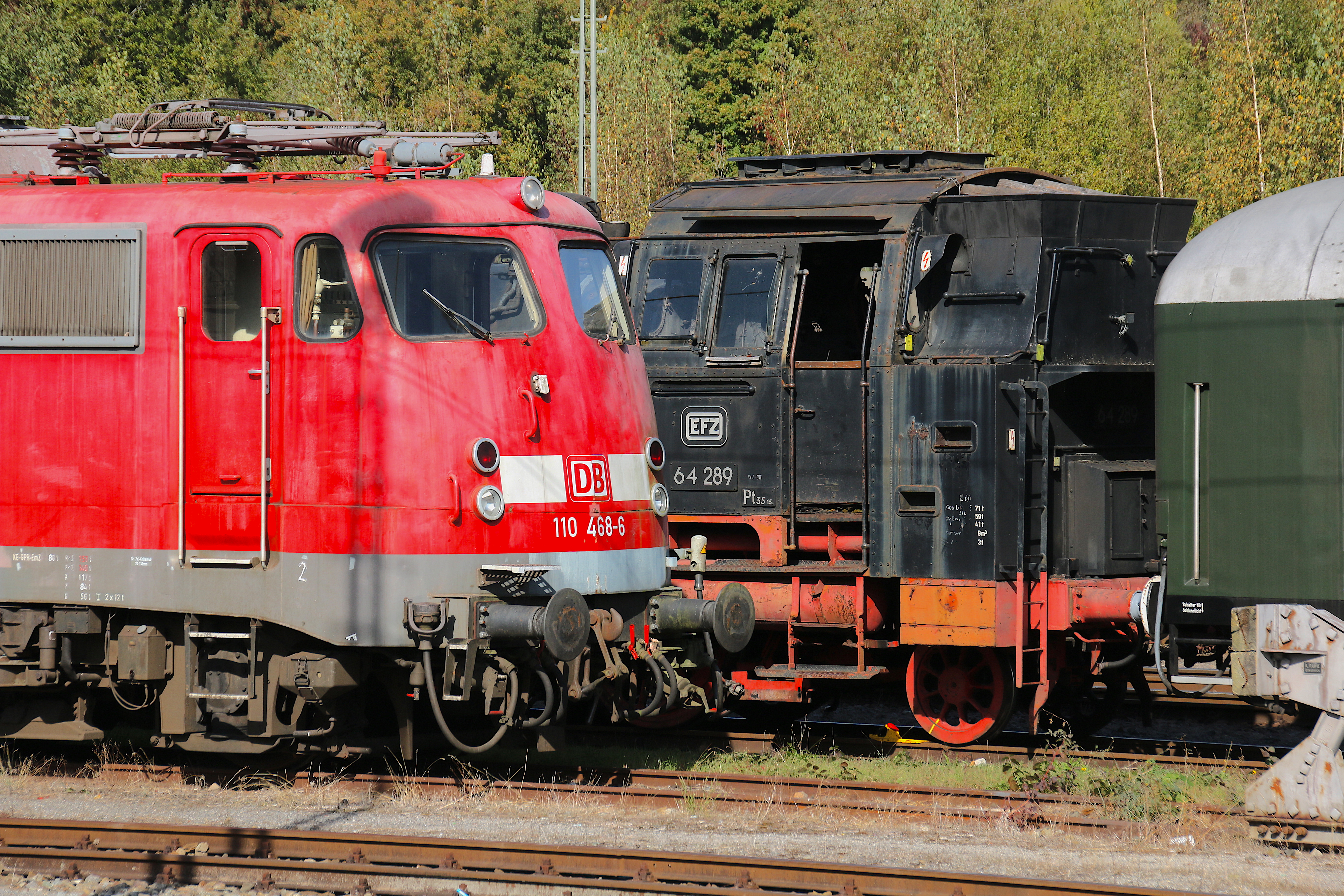
EFZ-Dampflokomotive am Bahnhof Rottweil (2018)

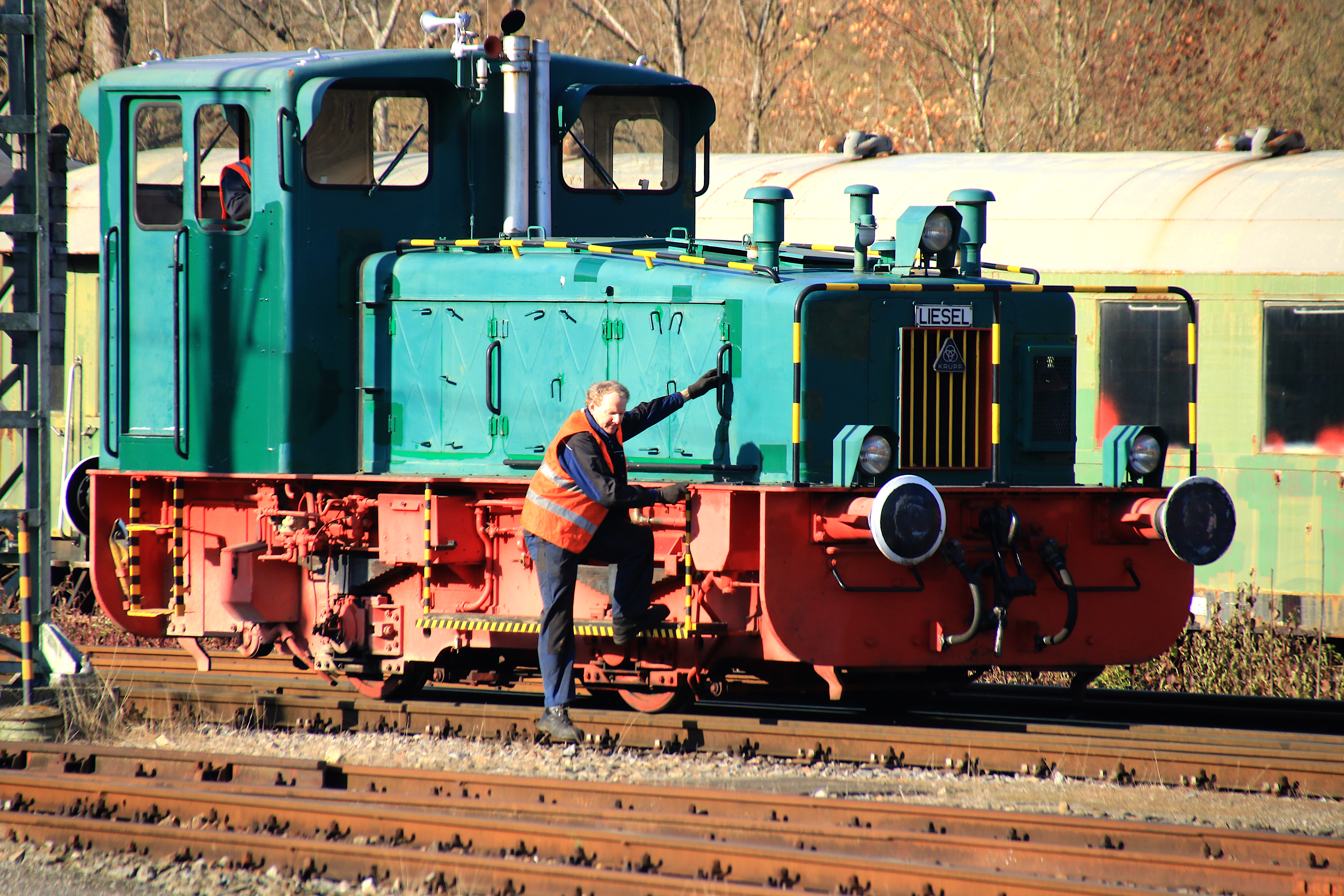
Eisenbahnfreunde Zollernbahn

Mit Stand Dezember 2014 gehören folgende Loks zu den EFZ:
- 01 519, seit Oktober 2015 wieder betriebsfähig.[1]
- 52 7596, seit 3. Dezember 2010 wieder betriebsfähig.[2]
- 64 289, abgestellt in Rottweil.[3]
- 796 625 („Uerdinger Schienenbus“), Standort Rottweil.[4]

Der Schienenbus wird von der „Interessengemeinschaft 796 625 e. V.“ eingesetzt. Sie wurde 2004 von einigen EFZ-Mitgliedern gegründet, um den 796 625 zu erhalten und zu vermarkten.
Außerdem gehören zahlreiche Wagen zur EFZ, vor allem zweiachsige Plattformwagen ex. ÖBB und Eil- und Schnellzugwagen der 1930er- und 1940er-Jahre. Sie sind alle nicht betriebsfähig abgestellt. Betriebsfähig sind die sechs 2005 von der CFL aus Luxemburg übernommenen Wagen des Typs Bn sowie der Speisewagen WRg 45 029.
Ehemalige Fahrzeuge der Eisenbahnfreunde Zollernbahn:
- Lok 10, von Städtischer Hafenverwaltung Hannover, seit 2015 bei „Patrimoine Ferroviaire et Tourisme“, Saint-Ghislain, Belgien.[5]
- 80 106, von Papierfabrik Albbruck Nr. 106 bei Waldshut, jetzt bei der DBK Historische Bahn e. V.[6]
- 50 245, abgestellt, nicht betriebsfähig. Steht seit Juli 2011 als Denkmal-Lok in Triberg (Schwarzwald).[7]
- 52 8055, modernisiert, betriebsfähig[8], im Besitz der Dampflok- und Maschinenfabrik DLM AG
- 44 1616, seit 2008 im Süddeutschen Eisenbahnmuseum Heilbronn.[9][10]

## Zeitschrift „Zollernbahn-Echo“
Die EFZ gaben zu Beginn die Zeitschrift Zollernbahn-Echo heraus. Sie enthielt Artikel über Eisenbahngeschichte und -betrieb sowie Nachrichten über Fahrzeug-Umstationerungen. Vier Jahre lang war die Zeitschrift eine Informationsquelle auch über die Mitgliedschaft hinaus. Zusätzlich veröffentlichte die EFZ Sondernummern der Zeitschrift. Die erste Sondernummer 038 382 – 038 711 – 038 772 wurde im Umdruckverfahren hergestellt und bei der ersten Sonderfahrt für 50 Pfennige verkauft.
Zum 40-jährigen Jubiläum im Jahr 2013 erscheinen erneut vier Hefte ihrer Zeitschrift, diesmal unter dem Namen Der Zollernbahner.

## EFZ im Fernsehen
- Streiflichter aus unserem Land. Dampflokfest in Gammertingen. SWF, 5. Mai 1983; Autor: Hagen v. Ortloff (10 Jahre EFZ).
- Treffpunkt. Zollernbahn. SDR, 9. Mai 1993; Autor: Hagen v. Ortloff (20 Jahre EFZ).
- Eisenbahn-Romantik. 25 Jahre Eisenbahnfreunde Zollernbahn. SWR, 18. April 1998; Autoren: Bettina Bansbach und Alexander Schweitzer.
- Eisenbahn-Romantik. Museumseisenbahn zwischen gestern und morgen. SWR, 9. November 2003; Autor: Alexander Schweitzer (30 Jahre EFZ).
- Eisenbahn-Romantik. Bahnverein im Schwabenalter – 40 Jahre EFZ. SWR, 29. Juni 2013; Autor: Alexander Schweitzer.